# Adam Deadmarsh
Adam Richard Deadmarsh (Trail, 10 maggio 1975) è un ex hockeista su ghiaccio statunitense.

## Palmarès

### Olimpiadi
- Argento a Salt Lake City 2002.

### World Cup
- Oro nel 1996.